# Luís Rodolfo de Hanôver
Luís Rodolfo Jorge Guilherme Filipe Frederico Wolrad Maximiliano (em alemão: Ludwig Rudolph Georg Wilhelm Philipp Friedrich Wolrad Maximilian) (Hanôver, 21 de novembro de 1955 – Gmunden, 28 de novembro de 1988) foi um príncipe alemão da Casa de Hanôver e produtor musical.

## Família e carreira
Luís era o terceiro filho (segundo varão) no príncipe Ernesto Augusto de Hanôver, príncipe hereditário de Brunswick, e da princesa Ortrud de Schleswig-Holstein-Sonderburg-Glücksburg. Pentaneto de Jorge III do Reino Unido e bisneto de Guilherme II da Alemanha, ele havia se preparado para atuar como produtor musical em Los Angeles e Londres.

## Casamento e morte
Tendo obtido o consentimento de Isabel II do Reino Unido em 15 de setembro de 1987, nos termos do Royal Marriages Act 1772, Luís, que era luterano, casou-se com a condessa católica Isabelle von Thurn und Valsassina-Como-Vercelli, uma ex-modelo, na ancestral propriedade austríaca de seu pai em Bleiburg, na Caríntia, em 4 de outubro de 1987. A noiva era filha do conde Ariprand von Thurn und Valsassina-Como-Vercelli - cuja família, um ramo da Casa Della Torre, governou Milão no século 13 - e de sua esposa, a princesa Maria von Auersperg. Luís e e Isabelle tiveram um filho:
- Oto Henrique Aripand Jorge João Ernesto Augusto Vicente Egmont Francisco de Hanôver (nascido em 13 de fevereiro de 1988)[8]

Nas primeiras horas do dia 28 de novembro de 1988, enquanto hospedavam convidados em sua residência de verão, a Königinvilla em Gmunden, o príncipe dirigiu-se aos aposentos onde sua esposa havia se recolhido antes da meia noite e encontrou Isabelle desacordada sobre a cama. Luís e seus amigos tentaram, em vão, reanimá-la. Após a remoção do corpo, autoridades locais periciaram o quarto, encontrando seringas, cocaína e heroína. Diante disso, Luís - que havia sido investigado anteriormente por suspeita de compra de drogas ilegais - ligou para seu irmão mais velho, o príncipe Ernesto Augusto, em Londres, implorando-lhe para cuidar de seu filho, então com 10 meses. Logo em seguida, ele fugiu, sendo encontrado horas depois próximo ao pavilhão de caça da família, no Lago Traun. Luís estava no interior de seu carro (com o motor ainda ligado) já sem vida, com o cano de uma espingarda em sua boca.
O caso foi encerrado sem uma investigação mais aprofundada. Luís e Isabelle foram enterrados em 2 de dezembro de 1988, em Grünau im Almtal, Áustria, tendo permanecido casados menos de 14 meses. A custódia do príncipe Oto foi concedida, contrariamente aos desejos expressos de Luís, aos avós maternos da criança, o conde e a condessa Ariprand von Thurn und Valsassina-Como-Vercelli, passando a viver em sua residência austríaca, o Schloss Bleiburg.